# 穆豪里·埃斯特
穆豪里·埃斯特（匈牙利語：Muhari Eszter，2002年9月30日—），匈牙利女子击剑运动员，主攻重剑，2023年欧洲运动会女子重剑团体银牌得主、2024年夏季奥林匹克运动会女子重剑个人铜牌得主。